# Belgia na Zimowych Igrzyskach Olimpijskich 2006
Belgię na Zimowych Igrzyskach Olimpijskich 2006 reprezentowało czterech zawodników.

## Skład kadry

### Łyżwiarstwo figurowe
Mężczyźni
- Kevin Van Der Perren – 9. miejsce

### Łyżwiarstwo szybkie
Mężczyźni
- Bart Veldkamp
  - 5000 m – 13. miejsce
  - 10000 m – 14. miejsce

### Short track
Mężczyźni
- Wim De Deyne
  - 500 m – 8. miejsce
  - 1500 m – nie ukończył

- Pieter Gysel
  - 500 m – 19. miejsce
  - 1000 m – nie ukończył
  - 1500 m – nie ukończył